# Münzbach
Münzbach ist eine Marktgemeinde in Oberösterreich im Bezirk Perg im Mühlviertel mit 1898 Einwohnern (Stand 1. Jänner 2025).

## Geografie
Der Markt Münzbach liegt auf einer Höhe von 426 m ü. A. Die Ausdehnung des hügeligen Gemeindegebietes beträgt von Nord nach Süd 7,8 Kilometer, von West nach Ost 7,2 Kilometer. Die Gesamtfläche beträgt 25 Quadratkilometer. Etwa 28 % der Fläche sind bewaldet und 66 % der Fläche sind landwirtschaftlich genutzt. Die höchste Erhebung des Gemeindegebietes liegt auf 499 m ü. A. in der Nähe des Bauernhofes Lang.

### Geologie
Die Gemeinde liegt im Untermühlviertler Schollenland, einem Ausläufer des Granit- und Gneisplateaus. Aus geologischer und geomorphologischer Sicht sowie unter Aspekten der Raumnutzung gehört das Gemeindegebiet von Münzbach überwiegend zur oberösterreichischen Raumeinheit Aist-Naarn-Kuppenland. Lediglich im Südwesten an der Grenze zu Pergkirchen und Arbing sowie im Osten in der Ortschaft Danndorf reicht die Raumeinheit Südliche Mühlviertler Randlagen auch nach Münzbach.

### Gewässer
Ein Teil der Gemeindegrenzen wird von Bächen gebildet. Der Schwertmüllerbach bildet die Nordwestgrenze zu Windhaag bei Perg und der Käfermühlbach die Nordost- und Ostgrenze des Gemeindegebietes zu St. Thomas am Blasenstein beziehungsweise Bad Kreuzen. Im Südwesten bilden der Kropfmühlbach und der Falkenauerbach die Grenze zu Perg beziehungsweise Arbing. Weitere nennenswerte Fließgewässer auf dem Gemeindegebiet sind der Wieserbach und der Sulzbach. Unter anderem haben der Neuhauserbach, Puchbergerbach und Deimingerbach ihren Ursprung in Münzbach. Ganz im Norden reicht Rechberg, im Süden Baumgartenberg und im Südosten Klam an Münzbach heran.

### Gemeindegliederung
| Katastralgemeinden                           | Ortschaften in der Gemeinde |
| -------------------------------------------- | --- |
| Innernstein (13,82 km²) Münzbach (11,06 km²) | Danndorf (R) · Innerstein (ZH) · Mollnegg (ZH) · Münzbach (M) · Obergaisberg (ZH) · Pilgram (ZH) · Priehetsberg (ZH) · Saxenegg (ZH) · Sulzbach (R) · Untergaisberg (R) |
| Legende                                      | |

| In der Spalte Katastralgemeinden sind sämtliche Katastralgemeinden einer Gemeinde angeführt. In der Klammer ist die jeweilige Fläche in km² angegeben. |
| In der Spalte Ortschaften sind sämtliche von der Statistik Austria erfassten Siedlungen, die auch eine eigene Ortschaftskennziffer aufweisen, angeführt. In der Hierarchieebene derselben Spalte, rechts eingerückt, werden nur Ansiedlungen, die mindestens aus mehreren Häusern bestehen, dargestellt. Die wichtigsten der verwendeten Abkürzungen sind: - M = Hauptort der Gemeinde - Stt = Stadtteil - R = Rotte - W = Weiler - D = Dorf - ZH = Zerstreute Häuser - Sdlg = Siedlung - Hgr = Häusergruppe - E = Einzelgehöft (nur wenn sie eine eigene Ortschaftskennziffer haben) Die komplette Liste der Statistik Austria ist in: Topographische Siedlungskennzeichnung nach STAT Zu beachten ist, dass manche Orte unterschiedliche Schreibweisen haben können. So können sich Katastralgemeinden anders schreiben als gleichnamige Ortschaften bzw. Gemeinden. Quelle: Statistik Austria – |

Die Gemeinde Münzbach besteht seit der Eingemeindung der Gemeinde Innernstein am 1. November 1938 aus den beiden Katastralgemeinden Innernstein und Münzbach (Die Angaben in Klammern betreffen die Einwohnerzahl Stand 1. Jänner 2025):
- Katastralgemeinde Innernstein mit den Ortschaften Danndorf (35), Innernstein (72), Obergaisberg (106), Saxenegg (110), Sulzbach (62) und Untergaisberg (62).
- Katastralgemeinde Münzbach mit den Ortschaften Mollnegg (123), Markt Münzbach (1151), Pilgram (55) und Priehetsberg (122).

Die Gemeinde gehört zum Gerichtsbezirk Perg.

## Geschichte
Siehe auch Geschichtsabschnitt im Hauptartikel Markt Münzbach

### Antike und frühes Mittelalter
Während der Römerzeit lag die Gegend um Münzbach nur wenige Kilometer nördlich der Grenze der Provinz Noricum, die in diesem Bereich vom Limes beziehungsweise von der Donau gebildet wurde, bereits außerhalb der 7,5 Kilometer breiten Pufferzone zwischen Römern und Barbaren. Das römische Kastell Adiuvense (Wallsee) und das römische Militärlager Lauriacum (Enns/Lorch) lagen in Sichtweite. Siedlungsspuren aus dieser Zeit sind auf dem Gebiet der Gemeinde Münzbach nicht nachweisbar.
Der sprachliche Einfluss der slawischen und baierischen Siedlungstätigkeit im 7. und 8. Jahrhundert ist verschiedentlich in den Bauernhof- und Ortschaftsbezeichnungen erhalten geblieben. Die Gegend um Münzbach war ursprünglich im Ostteil des Herzogtums Bayern gelegen und gehörte ab dem 9. Jahrhundert zur Awarenmark.

### Mittelalter
Zur Zeit der Babenberger lagen die späteren Katastralgemeinden Innernstein und Münzbach in der Markgrafschaft beziehungsweise später im Herzogtum Österreich im Grenzbereich zwischen Riedmark und Machland sowie im Grenzbereich zwischen den Gebieten der Herren von Perg und der Herren von Machland.

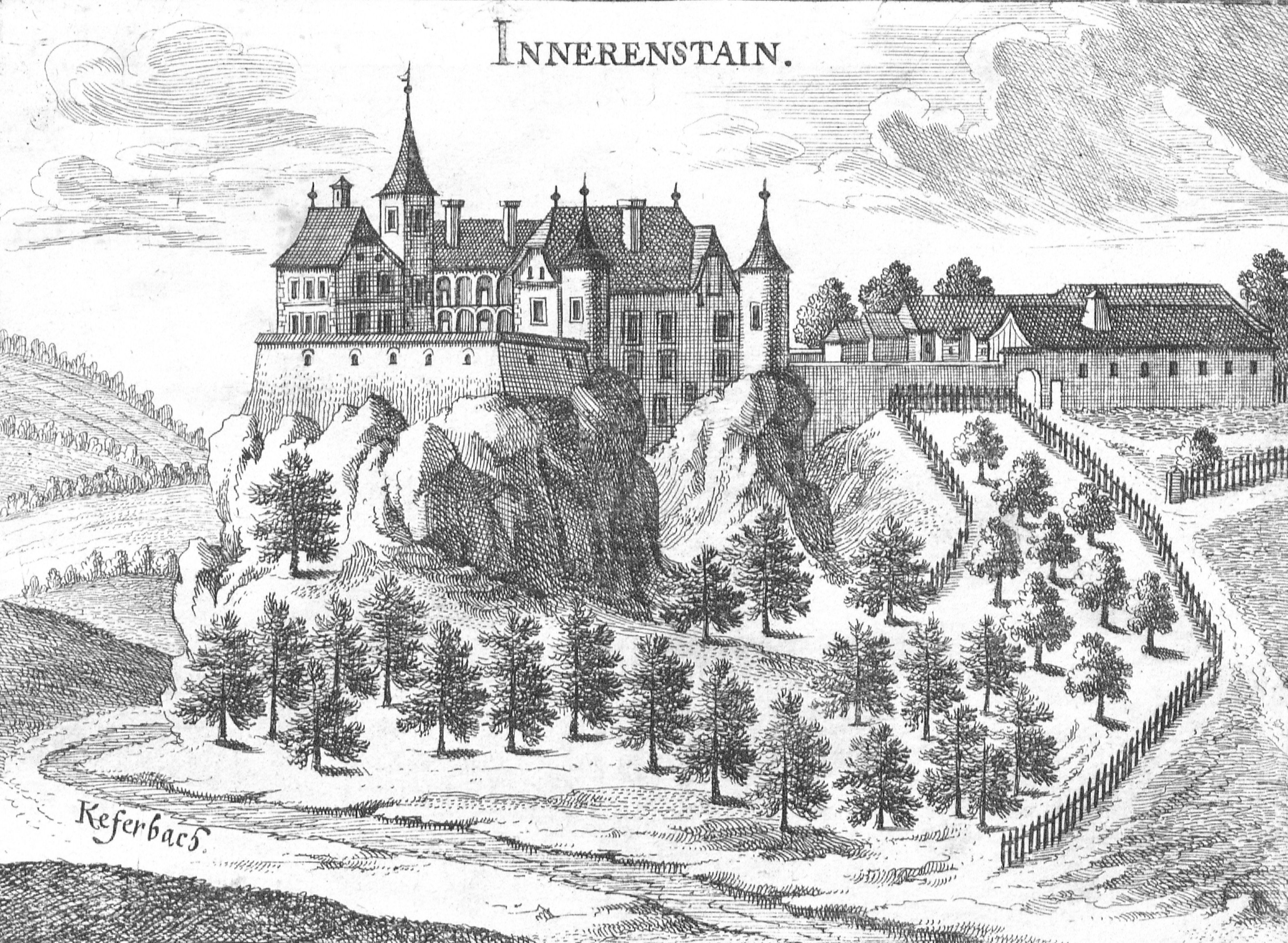
Schloss Innernstein nach Georg Matthäus Vischer um 1674

Die Geschichte des 1209 mit der Burg des Chunradus de Staine erstmals erwähnten Schlosses Innernstein wird in einem eigenen Hauptartikel beschrieben. Die Anlage gelangte an die Kapeller, Liechtensteiner, Mühlheim, Kaiserstein, Stiebar, Rosenberg, Clam-Martinic, Salm-Reifferscheidt und schließlich (1897) die Freiherren von Tinti. Trotz mehrerer Besitzwechsel im 20. Jahrhundert ist das Schloss weiterhin in Privatbesitz.
Eine Kirche in Münzbach ist bis 1111 als Besitz des Friedrich von Perg, von 1111 bis 1122 des Stiftes St. Florian und 1147 des Klosters Säbnich ausgewiesen. Pfarrrechte erhielt die Kirche erstmals 1217, erster Pfarrer war Mag. Gottschalkus, allerdings kam die Kirche 1331 wieder in den Besitz des Stifts Waldhausen.
Unter den Babenbergern erstmals nicht näher datierte Marktrechte für die Bürger von Münzbach erwähnt. Das zuständige Landgericht war vom 13. bis zum 15. Jahrhundert die Landgericht Machland und ab 1491 Schloss beziehungsweise Herrschaft Windhaag. Seit 1490 gehört der Ort zum Fürstentum Österreich ob der Enns.

### Neuzeit
1530 kam der Ort unter die Herrschaft Windhaag, die damals den Nachkommen des Ladislaus Prager gehörte, dann an verschiedene Adelsgeschlechter, bis sie 1588 als Lehen an Lorenz Schütter von er Herrschaft Klingenberg kam. Bereits unter den Pragern hatte sich der Protestantismus verbreitet, unter den Schüttern war Luthers Lehre allgegenwärtig. Nur elf Häuser sollen katholisch geblieben sein. Im Zuge der Gegenreformation kam Münzbach für einige Jahre zum Kloster Baumgartenberg und Zisterzienser übernahmen die Seelsorge. 1636 erwarb Joachim Enzmilner das Patronat über die Pfarre sowie 1639 den Markt Münzbach und setzte ab 1657 Dominikaner als Pfarrer ein. Mit der Errichtung des Dominikanerklosters Münzbach wurde die Kirche zur Klosterkirche. Bereits vorhandenen Einrichtungen wie die 1641 in ein katholisches Alumnat umgewandelte seit 1591 bestehende ursprünglich protestantische Lateinschule und das Barbaraspital wurden dem Kloster zugeordnet und von den Dominikanern verwaltet. Die von Enzmilner 1653 eingerichtete Erzbruderschaft Jesu, Mariae und des ewigen Rosenkrantz hatte 11.250 Mitglieder, darunter Kaiser Ferdinand III. und Kaiser Leopold I., mehrere Kaiserinnen und Angehörige des Kaiserhauses. 1684 wütete in der Pfarre Münzbach die Pest und es waren 158 Sterbefälle zu beklagen. Das Dominikanerkloster wurde 1784 aufgehoben, ebenso die Stiftschule. Das Gebäude war danach viele Jahre das Linzer Siechhaus mit zeitweilig mehr als hundert Kranken und wird nunmehr als Pfarrhof und für Wohnungen genutzt. 1848 entstanden auf den Gebieten der gleichnamigen Katastralgemeinden die selbständigen Gemeinden Innernstein und Münzbach. Die Marktkommune war ein selbstständiger Körper mit eigener Verwaltung. Die Kommunevertretung wurde auf drei Jahre gewählt. Der Marktkommune oblag die Pfründner-Versorgung im Bürgerspital, die Herhaltung des Marktbrunnens, die Bestellung der Nachtwächter und die Herhaltung der Marktbeleuchtung. Das Vermögen bestand aus dem Pfarrwald sowie aus Spenden und Wertpapieren. 1938 ging der Besitz in das Eigentum der Marktgemeinde über und die Kommune löste sich auf. Das Barbaraspital steht im Eigentum der Marktgemeinde.

### 20. und 21. Jahrhundert
Ab 1918 waren diese Gemeinden im Bundesland Oberösterreich. Nach dem Anschluss Österreichs an das Deutsche Reich am 13. März 1938 gehörte der Ort zum Gau Oberdonau. 1938 wurde die Gemeinde Innernstein in die Gemeinde Münzbach eingemeindet. 1945 erfolgte die Wiederherstellung Oberösterreichs und Münzbach gehörte bis 1955 zur sowjetischen Besatzungszone. Die Bevölkerungsentwicklung war von der Mitte des 19. Jahrhunderts bis Anfang der 1960er-Jahre stagnierend beziehungsweise rückläufig, erst dann setzte eine rege Siedlungstätigkeit ein und die Einwohnerzahl steigt seither deutlich.
Eine Kirche ist 1111, damit verbundene Pfarrrechte sind erstmals 1217 und Marktrechte der Bürger erstmals 1251 erwähnt. Die Geschichte des Ortes ist geprägt von den Herren von Perg und Machland, den Herrschaften Klingenberg und Windhaag, den Pragern im 16. und Joachim Enzmilner im 17. Jahrhundert.
1938 erreichte die Marktgemeinde Münzbach durch Eingemeindung der bis dahin selbständige Gemeinde Innernstein die aktuelle flächenmäßige Ausdehnung. Seit den 1960er-Jahren führt die verstärkten Siedlungstätigkeit zu einem Bevölkerungswachstum verbunden mit dem Ausbau der Infrastruktur.
Die Gemeinde ist als eine von 18 Gemeinden des Bezirks Perg Mitglied in der Tourismusregion Strudengau und bewirbt insbesondere den Erlebnispark der Sinne und die auf dem Gemeindegebiet gelegenen Stationen des Enzmilner Kulturwanderweges.

### Bevölkerung
| Jahr | Einwohner | Jahr | Einwohner |
| ---- | --------- | ---- | --------- |
| 1846 |           | 1939 | 1.316     |
| 1869 | 1.435     | 1951 | 1.336     |
| 1880 | 1.547     | 1961 | 1.351     |
| 1890 | 1.432     | 1971 | 1.444     |
| 1900 | 1.458     | 1981 | 1.479     |
| 1910 | 1.480     | 1991 | 1.511     |
| 1923 | 1.416     | 2001 | 1.699     |
| 1934 | 1.419     | 2009 | 1.728     |

### Einwohnerentwicklung
Die Bevölkerung der Marktgemeinde stieg im 19. Jahrhundert auf einen Höchststand von 1547 Personen im Jahr 1880, ging dann in den folgenden Jahrzehnten deutlich zurück auf 1316 zu Beginn des Zweiten Weltkrieges und begann dann wieder langsam zu steigen. Der Höchststand des 19. Jahrhunderts von 1547 Personen wurde erst bei der Volkszählung 2001 wieder übertroffen.

### Bevölkerungsstruktur
Die Gemeinde Münzbach hatte am 1. Jänner 2009 1.728 Einwohner, davon 905 Männer und 823 Frauen.
Die grobe Altersstruktur der Münzbacher Bevölkerung zum 1. Jänner 2009 zeigt, dass 67,1 % der Münzbacher über 15 und unter 65 Jahre alt sind. Mit 18,5 % ist etwas weniger als ein Fünftel der Bevölkerung jünger und mit 14,4 % etwa ein Siebentel der Bevölkerung älter. Der Frauenanteil liegt bei der Hauptgruppe und bei den jüngeren Personen mit rund 45,8 % deutlich unter, während er bei den älteren Personen mit 58,2 % deutlich höher als bei der Gesamtbevölkerung liegt.
Von den 1329 Münzbachern, die 2001 über 15 Jahre alt waren, sind 650 beziehungsweise 48,9 % Frauen. 30 Münzbacher, das sind 1,2 % der über Fünfzehnjährigen, haben den Abschluss einer Universität, Fachhochschule oder Akademie, der Frauenanteil liegt hier mit 56,7 % deutlich über dem der Bevölkerungsgruppe insgesamt. Weitere 95 Münzbacher, das sind 7,1 % der relevanten Bevölkerungsgruppe, haben die Matura, dabei liegt der Frauenanteil mit 49,5 % geringfügig über dem an der betreffenden Bevölkerungsgruppe. 596 Münzbacher, das sind mit 44,8 % fast die Hälfte der über Fünfzehnjährigen, haben eine Lehre oder berufsbildende mittlere Schule abgeschlossen, wobei der Frauenanteil 37,2 % beträgt. 608 oder 45,7 % der Münzbacher haben nur einen Pflichtschulabschluss. Darunter sind fast drei Fünftel Frauen.

### Herkunft und Sprache
94,9 % der Münzbacher Einwohner sind zum 1. Jänner 2009 österreichische Staatsbürger und 93,5 % wurden in Österreich geboren. 2,8 % der Münzbacher kommen aus anderen EU-Staaten, 2,3 % aus Nicht-EU-Staaten.
Der mittel- oder donaubairische Dialekt ist eine bairische Dialektform, die in ganz Oberösterreich verbreitet ist. Der ostösterreichische Zweig des Mittelbairischen geht auf die Mundart des durch die bairische Ostsiedlung entstandenen babenbergischen Herrschaftsgebietes Ostarrichi zurück.
Bei der Volkszählung 2001 haben 1595 Personen (93,9 %) Deutsch als Umgangssprache angegeben, 46 (2,7 %) Türkisch, 10 (0,6 %) Kroatisch, 4 (0,2 %) Bosnisch, 23 (1,4 %) Tschechisch, 21 (1,2 %) eine sonstige Sprache.

### Religion
Im 16. Jahrhundert waren die Nachfolger von Ladislaus Prager zum protestantischen Glauben konvertiert und mit ihnen die zur Herrschaft Windhaag gehörenden Pfarren und Untertanen (Altenburg, Münzbach, Rechberg, Windhaag). Auch Münzbach hatte protestantische Pfarrer und eine Lateinschule. Nach der Übernahme der Herrschaft durch den Gegenreformator Joachim Enzmilner wurden die protestantischen Pfarrer vertrieben, wer nicht zum katholischen Glauben zurückkehren wollte, verlor sein Hab und Gut und somit waren sehr bald die Pfarren und Untertanen wieder katholisch.
Bei der Volkszählung 2001 haben 1580 Personen (93,0 %) römisch-katholisch als Religionsbekenntnis angegeben, 64 (3,8 %) islamisch, 3 (0,2 %) evangelisch, 7 (0,4 %) orthodox und 6 (0,4 %) sonstige Glaubensrichtungen. 39 (2,3 %) der Münzbacher haben sich zu keiner Religion bekannt.

## Kultur und Sehenswürdigkeiten
- Pfarrkirche St. Laurentius
- Dominikanerkloster Münzbach
- Sankt Barbara Spital

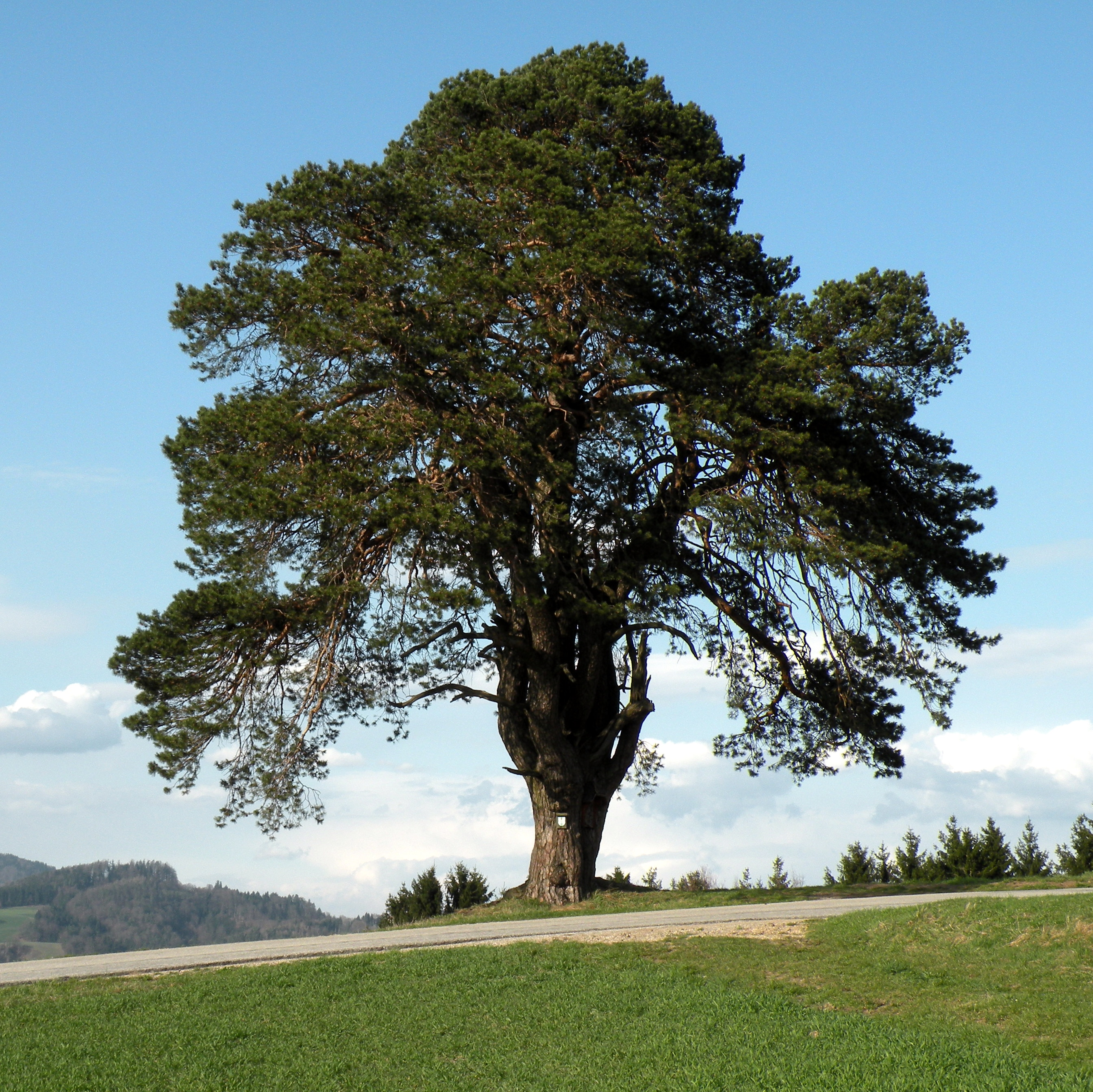
Naturdenkmal Koppler-Föhre in Münzbach

- Schloss Innernstein wurde 1209 mit der Burg des Chunradus de Staine erstmals erwähnt. Bei dem in Privatbesitz befindlichen Schloss handelt es sich in seiner heutigen Baustruktur um eine mehrflügelige, zweigeschoßige Renaissanceanlage. Ein Wohntrakt wurde später im neugotischen Stil mit Tor- und Eckturm ergänzt.
- Das Naturdenkmal Moar-Koppler-Föhre[9] auf der Anhöhe 1,5 Kilometer östlich von Münzbach in der Ortschaft Pilgram ist ein weithin sichtbares Landschaftsmerkmal und jährlich zu Sommersonnenwende und zu Silvester ein beliebter Veranstaltungsort.
- Sinnepark, Erlebnispark der Sinne: Gegenstände anfassen, in Bewegung setzen, damit sich in ihnen ihre Sinne erschließen

## Wirtschaft und Infrastruktur

### Wirtschaftsbetriebe
In Münzbach haben hauptsächlich örtlich und regional tätige Unternehmen und öffentliche Einrichtungen ihren Sitz, die im Wesentlichen der Nahversorgung dienen, darunter mehrere Gaststätten.
In den 1990er-Jahren hat sich in Münzbach mit öffentlicher Förderung durch die Landesregierung und die Marktgemeinde Münzbach ein Unternehmen der Fleischverarbeitungsindustrie angesiedelt und hat ein in der Zwischenzeit auf ungefähr 20.000 Quadratmeter erweitertes Fabriksareal errichtet, wo neben anderen auch Arbeitskräfte aus der Region beschäftigt sind. Im Jahr 2008 wurden nach eigenen Angaben überwiegend in Münzbach sowie in den Filialen in Freistadt und Linz rund 530 Mitarbeiter beschäftigt, der Umsatz belief sich auf rund € 95 Millionen bei einem Exportanteil von 20 Prozent. Das Unternehmen beliefert Märkte im In- und Ausland, wobei sich die ausländischen Märkte in Länder der EU, Länder in Süd- und Osteuropa außerhalb der EU, Russland, Ukraine, Vorderer Orient sowie in Asien mit GUS-Staaten, Japan und Singapur gliedern.
Die Marktgemeinde Münzbach ist eine von 18 Gemeinden der Region Strudengau.

### Beschäftigungssituation
Am 1. Jänner 2001 waren in Münzbach 589 Personen beschäftigt. Von den in Münzbach wohnenden 789 Erwerbstätigen pendelten 505 zu ihren Arbeitsplätzen außerhalb der Gemeinde, während gleichzeitig 307 Personen zu ihrem Arbeitsplatz nach Münzbach pendelten.
330 Arbeitsplätze der Münzbacher befinden sich in einer anderen Gemeinde des Bezirkes Perg, überwiegend in Perg, Schwertberg und Baumgartenberg und 130 außerhalb des Bezirks Perg in Oberösterreich, überwiegend in Linz-Stadt und Linz-Land. Die restlichen Arbeitsplätze befinden sich in anderen Bundesländern, vereinzelt auch im Ausland.
217 Personen aus dem Bezirk Perg und 43 Personen aus dem Bezirk Freistadt haben ihren Arbeitsplatz in Münzbach, der Rest der Einpendler verteilt sich auf andere Bezirke von Oberösterreich bzw. andere österreichische Bundesländer.
2001 waren von den Münzbachern 11,5 Prozent in der Land- und Forstwirtschaft, 45,4 Prozent in Industrie, Gewerbe und Bauwesen sowie 42,6 Prozent im Dienstleistungsbereich tätig. Der Anteil der in der Land- und Forstwirtschaft tätigen Münzbacher betrug 1981 noch 31,6 Prozent. Die Arbeitsplätze in Münzbach bestanden zu 16,1 Prozent in der Landwirtschaft, zu 64,2 Prozent in Industrie, Gewerbe und Bauwesen sowie zu 19,7 Prozent im Dienstleistungsbereich. 1981 waren noch 62,8 Prozent der Arbeitsplätze in der Land- und Forstwirtschaft zu finden.

### Verkehrssituation
Die nächsten Haltestellen und Bahnhöfe der Donauuferbahn befinden sich auf der Strecke zwischen Perg und Grein in einer Entfernung zwischen 8 und 15 Kilometern. Im öffentlichen Verkehr stehen direkt in Münzbach ausschließlich Autobusse zur Verfügung, wobei Verbindungen vom Hinterland kommend in die Bezirks- und Landeshauptstadt bestehen. Ein Großteil der Ein- und Auspendler ist auf das eigene Fahrzeug angewiesen. Die nächsten Autobahnanschlüsse befinden sich im Westen in Sankt Valentin, Enns und Asten mit einer Fahrzeit von 30 bis 45 Minuten und im Osten in Amstetten und in Ybbs mit einer Fahrzeit von 50 bis 55 Minuten.
Für die Pendler bedeutet der in den letzten Jahren und Jahrzehnten erfolgte Ausbau des Straßennetzes eine deutliche Verbesserung. Insbesondere anzuführen sind dabei die Ortsumfahrung von Münzbach, der durchgehende Ausbau der Landesstraßen auf dem Gemeindegebiet aus Richtung Südwesten von Perg mit Anbindung an die Donau Straße, aus Süden von Arbing und aus Nordosten von Pabneukirchen.
Bereits am 25. April 1898 wurde mit dem Bau der Straße von Münzbach über Innernstein nach Klam begonnen, womit der Weg über die im Winter schwer passierbare Obernstraße vermieden werden konnte. 1909 wurde der Falkenauerbach überbrückt und eine Zufahrtsstraße längs des Tobrabachs errichtet. 1910 wurden Verkehrshindernisse auf der Straße von Perg nach Münzbach beseitigt.

### Infrastruktur
Die Stromversorgung der Marktgemeinde Münzbach erfolgt einerseits durch das Elektrizitätswerk Perg und andererseits durch die Linz AG. Es besteht sowohl eine regionale Fernwärmeversorgung für Teile des Gemeindegebietes als auch ein Anschluss an das oberösterreichische Ferngasnetz.
Es bestehen zwei örtliche Feuerwehren in der Marktgemeinde. Neben der Freiwilligen Feuerwehr Münzbach besteht auch noch die Feuerwehr Obernstraß.
In der Marktgemeinde Münzbach besteht neben einem Kindergarten und Spielgruppen für die noch nicht schulpflichtigen Kinder eine Volksschule. Die Möglichkeit zum Besuch von Hauptschulen, eines Unterstufengymnasiums, des Polytechnischen Lehrgangs oder der mittleren und höheren Schulen ist im Bezirk Perg möglich, wobei vor allem die Stadt Perg als Schulstadt fungiert.
1996 erfolgte die Einführung von Straßennamen.

### Sport und Freizeit
In Münzbach besteht eine Reihe von Vereinen, die den kulturellen Bedürfnissen der regionalen Bevölkerung nachkommen. Es bestehen zwei Musikvereine, wobei neben der Blasmusikkapelle auch ein Kammerorchester besteht, das jährlich mit einem Neujahrskonzert in Erscheinung tritt. Die Pfarre Münzbach betreibt eine öffentliche Bibliothek und eine Theatergruppe tritt jährlich mit einem abendfüllenden Theaterstück an die Öffentlichkeit. Die Sportunion Münzbach ist in die Sektionen Fußball (seit 1966), Ski (seit 1971), Faustball (seit 1975), Tennis (1987) und Schach (1987) gegliedert. Im August 2006 wurde das Sportareal der Sportunion Greisinger Münzbach eröffnet. Zu diesem Areal zählen zwei Fußballfelder, zwei Faustballplätze und ein Clubhaus.

## Politik

### Gemeinderat
Bei den Gemeinderatswahlen verfügt die ÖVP seit 1945 über die absolute Mehrheit der Stimmen und Mandate, wobei sich der Stimmanteil zwischen 84,9 Prozent (1945) und 58,7 Prozent (1979) der abgegebenen Stimmen bewegte. Der Rest der Stimmanteile entfiel zum größeren Teil auf die SPÖ, die 1973 mit 11,3 % den niedrigsten und 1979 mit 24,7 % den höchsten Stimmenanteil erzielte. Bürgermeister ist seit Herbst 2007 Josef Bindreiter von der ÖVP.
Die FPÖ beziehungsweise WdU kandidierte ab 1949 bei jeder Wahl und erzielte dabei zwischen 15 % (1949) und 4,6 % (1979). Die Stimmanteile von Kommunisten und Linkssozialisten, die zwischen 1945 und 1955 kandidierten, waren geringfügig. Die Heimatliste trat nur 1979 an und erreichte damals 12,1 % der Stimmen.
- Mit den Gemeinderats- und Bürgermeisterwahlen in Oberösterreich 1997 hatte der Gemeinderat folgende Verteilung: 14 ÖVP, 3 SPÖ und 2 FPÖ.[15]
- Mit den Gemeinderats- und Bürgermeisterwahlen in Oberösterreich 2003 hatte der Gemeinderat folgende Verteilung: 14 ÖVP, 4 SPÖ und 1 FPÖ.[16]
- Mit den Gemeinderats- und Bürgermeisterwahlen in Oberösterreich 2009 hatte der Gemeinderat folgende Verteilung: 10 ÖVP, 8 SPÖ und 1 FPÖ.[17]
- Mit den Gemeinderats- und Bürgermeisterwahlen in Oberösterreich 2015 hatte der Gemeinderat folgende Verteilung: 13 ÖVP, 4 FPÖ und 2 SPÖ.[18]
- Mit den Gemeinderats- und Bürgermeisterwahlen in Oberösterreich 2021 hat der Gemeinderat folgende Verteilung: 10 ÖVP, 6 MBB, 2 FPÖ und 1 SPÖ.[19]

### Bürgermeister
Bürgermeister seit 1850 waren:
| Münzbach - Vinzenz Kunze (1850 bis 1861) - Tobias Mehr (1861 bis 1870) - Engelbert Pilshofer (1870 bis 1886) - Heinrich Höllinger (1886 bis 1891) - Josef Stollnberger (1891 bis 1894) - Franz Mehr (1895 bis 1909) - Sebastian Grillenberger (1909 bis 1919) - Georg Baumgartner (1919 bis 1924) - Alois Stollnberger (1924 bis 1938) - Josef Fröschl (1938 bis 1945) - Franz Tagwerker (1945 bis 1946) - Franz Langeder (1946 bis 1961) - Josef Fröschl (1961 bis 1984) - Ferdinand Strasser (1984 bis 2007) - Josef Bindreiter (seit 2007) | Innernstein - Huber Philipp (1850 bis 1861) - Josef Buchmayr (1861 bis 1864) - Anton Grillenberger (1864 bis 1867) - Josef Buchmayr (1867 bis 1879) - Johann Kragl (1879 bis 1882) - Peter Brandstetter (1882 bis 1894) - Georg Kriechbaumer (1894 bis 1900) - Peter Grillenberger (1900 bis 1919) - Karl Schickermüller (1919 bis 1934) - Johann Böcksteiner (1934 bis 1938) |

### Wappen
Offizielle Beschreibung des Gemeindewappens: In Rot ein silberner Wellenbalken, darin ein roter Flusskrebs. Die Gemeindefarben sind Weiß-Rot-Gelb.

## Persönlichkeiten

### Personen mit Bezug zur Gemeinde
- Ladislaus Prager († 1514), war Grundherr des Marktes sowie Vogt und Lehnsherr der Pfarre Münzbach
- Joachim Enzmilner (* 1600; † 1678), Graf von Windhag, Stifter des Dominikanerklosters Münzbach

### Söhne und Töchter der Gemeinde
- Reinhard Dyk, Vizebürgermeister von Linz, Landesbeamter, Ehrenringträger der Stadt Linz, der Kulturmedaille des Landes Oberösterreich und des Goldenen Ehrenzeichens für Verdienste um die Republik Österreich.
- Michael Mayr, (* 12. November 1898 in Münzbach; † 7. September 1978 in Schardenberg), Ehrenbürger von Schardenberg, Pfarrer von Schardenberg 1935 bis 1970 mit Unterbrechung von 1940 bis 1945, 1945 kurzzeitig Sekretär der Diözesan-Caritas, Konsistorialrat in Linz und Wien, regte die Fatima-Feiern in Münzbach an.
- Georg Grüll, Lehrer und Historiker, verfasste u. a. die Artikel für die Schulchronik Münzbach, die auch in Zeitungen erschienen, weiters das Werk „Münzbach. Die Geschichte eines alten Machländer Marktes“.
- Johann Ritter von Hitzinger (* 13. Mai 1813 in Münzbach; † 1889 in Wien), war ein Jurist am Oberlandesgericht in Wien und wurde vom Kaiser mit dem Orden der Eisernen Krone 3. Klasse ausgezeichnet und in den Ritterstand erhoben.
- Josef Salzmann, österreichischer Priester (geweiht 1842) und Theologe, Missionar in der Diözese Milwaukee.
- Franz Starzer (* 22. November 1922 in Münzbach; † 23. Oktober 2002), war Landesamtsdirektor-Stellvertreter und in der Pension Präsident des Oberösterreichischen Roten Kreuzes. Er war Ehrenringträger der KaV Bajuvaria Wien.
- Franz Greisinger (* in Münzbach), Unternehmer in der Fleischverarbeitungsindustrie, errichtete in Münzbach eine Fabrik, die inzwischen auf eine Fläche von 20.000 Quadratmeter Fläche ausgebaut wurde und 530 Mitarbeiter beschäftigt, von denen auch ein Teil aus der Region kommt.

### Ehrenbürger von Innernstein
- Georg Aigner, Pfarrer von Münzbach von 1902 bis 1931.
- Franz Mehr, Arzt und Bürgermeister von Münzbach von 1894 bis 1909.
- Franz Josef Rudigier, Bischof von Linz (1878).
- Johann Sonnleitner, Pfarrer von Münzbach von 1931 bis 1938.

### Ehrenbürger von Münzbach
(Das Jahr der Ehrung ist in Klammer angegeben)
- Georg Aigner, Pfarrer von Münzbach von 1902 bis 1931.
- Ferdinand Ansorge, Pfarrer von Münzbach von 1938 bis 1961.
- Georg Edtenstrasser, Schulleiter und Organist von 1866 bis 1892 (1890).
- Rudolf Fischer, Volksschuldirektor von 1923 bis 1945 (1966).
- Josef Fröschl, Bürgermeister von Münzbach von 1961 bis 1984 (1985).
- Josef Grafeneder, Pfarrer von Münzbach seit 1990 (2003)
- Rupert Holzer, Kapellmeister (1953).
- Franz Mehr, Arzt und Bürgermeister von Münzbach von 1894 bis 1909 (1899).
- Alfred Pfanzagl, Pfarrer von Münzbach von 1961 bis 1990 und Dechant des Dekanats Perg von 1973 bis 1988 (1981).
- Hans Pilshofer, Gemeindearzt
- Johann Sonnleitner, Pfarrer von Münzbach von 1931 bis 1938.
- Ferdinand Strasser, Bürgermeister von Münzbach 1979 bis 2007 (2008).
- Erwin Wenzl, Landeshauptmann von Oberösterreich (1973).

### Ehrenringträger von Münzbach
- Josef Fröschl, Bürgermeister (1974).
- Johann Lettner, Gemeinderat und Gemeindevorstand (1979).
- Anton Mayrhofer, Feuerwehrkommandant (1993).
- Max Langeder, Gemeindevorstand (1998).
- Matthäus Ebenhofer Feuerwehrkommandant und Gemeindevorstand (1998).
- Ferdinand Strasser, Bürgermeister (2002).
- Franz Greisinger, Unternehmer (2003).
- Franz Langeder, Vizebürgermeister (2004).
- Josef Enengl, Gemeinderat (2004).
- Karl Heiligenbrunner, langjähriges Mitglied des Gemeindevorstands (2007).